# Mahlomola Makhupane
Mahlomola Makhupane (ur. 16 października 1980 w Maseru) – lesotyjski koszykarz, uczestnik Mistrzostw Afryki 2005.
W 2005 roku wziął udział w Mistrzostwach Afryki, gdzie reprezentacja Lesotho odpadła już po rundzie eliminacyjnej. Podczas tego turnieju wystąpił w dwóch meczach, w których zdobył zaledwie jeden punkt (w spotkaniu przeciwko Republice Południowej Afryki). Zanotował także dwa przechwyty, jedną asystę oraz jedną zbiórkę defensywną. W sumie na parkiecie spędził około 31 minut.